# Raiamas steindachneri
Raiamas steindachneri är en fiskart som först beskrevs av Pellegrin, 1908.  Raiamas steindachneri ingår i släktet Raiamas och familjen karpfiskar. IUCN kategoriserar arten globalt som livskraftig. Inga underarter finns listade i Catalogue of Life.